# Dahua Technology
La Dahua Technology Co., Ltd. è un produttore cinese di sistemi, prodotti e servizi inerenti alla videosorveglianza, ma anche a citofonia IP e dispositivi di rete. L'azienda, fondata nel 2001 e attualmente fra i leader del settore, ha sede a Hangzhou, in Cina ed è quotata alla Borsa di Shenzhen.

## Azionisti
Dahua Technology è posseduta e controllata per la maggioranza da Fu Liquan e sua moglie Chen Ailing. Al 31 dicembre 2019, Fu possedeva il 35,97% delle azioni come maggiore azionista, mentre Chen possedeva il 2,37%.
Dahua Technology è anche parzialmente di proprietà statale di Central Huijin Asset Management e China Securities Finance, rispettivamente all'1,05% e all'1,32%. Central Huijin Asset Management è una filiale di Central Huijin Investment, un'impresa statale e controllata al 100% dal China Investment Corporation, un fondo sovrano che fa capo al Consiglio di Stato della Repubblica popolare cinese.

## Controversie
Nel settembre 2016, il più grande attacco DDoS fino ad oggi, su KrebsOnSecurity.com di Brian Krebs, venne ricondotto a una botnet. Secondo l'Internet service provider Level 3 Communications, i dispositivi più comunemente infetti in questa botnet furono telecamere OEM e DVR Dahua. Quasi un milione di dispositivi Dahua vennero infettati dal malware BASHLITE. Una vulnerabilità nella maggior parte delle telecamere di Dahua permise "a chiunque di assumere il pieno controllo del sistema operativo Linux sottostante dei dispositivi semplicemente digitando un nome utente casuale con troppi caratteri".
Nel marzo 2017 una backdoor in molte telecamere e DVR Dahua venne scoperta da ricercatori di sicurezza che lavoravano per un'azienda Fortune 500. La vulnerabilità venne attivata su telecamere all'interno della rete della società Fortune 500 e i dati vennero trasferiti in Cina attraverso il firewall dell'azienda. Utilizzando un browser web, la vulnerabilità consentì a persone non autorizzate di scaricare da remoto il database di nomi utente e password di un dispositivo e successivamente di accedervi. Dahua sviluppò un aggiornamento del firmware per correggere la vulnerabilità in 11 dei suoi prodotti. I ricercatori di sicurezza scoprirono che il firmware aggiornato conteneva la stessa vulnerabilità ma che la vulnerabilità era stata ricollocata in una parte diversa del codice. Ciò venne descritto dai ricercatori di sicurezza come un inganno deliberato.
Dahua ha svolto un ruolo nella sorveglianza di massa degli uiguri nello Xinjiang. Nell'ottobre 2019, il governo degli Stati Uniti inserì Dahua nella lista nera Entity List del Bureau of Industry and Security per il suo ruolo nella sorveglianza degli uiguri nello Xinjiang e di altre minoranze etniche e religiose in Cina. Nel novembre 2020, dopo che i ricercatori di sicurezza hanno identificato il codice del software di identificazione facciale con delle designazioni in base all'etnia, Dahua ha rimosso il codice in questione da GitHub.